# Andrzej Ploski

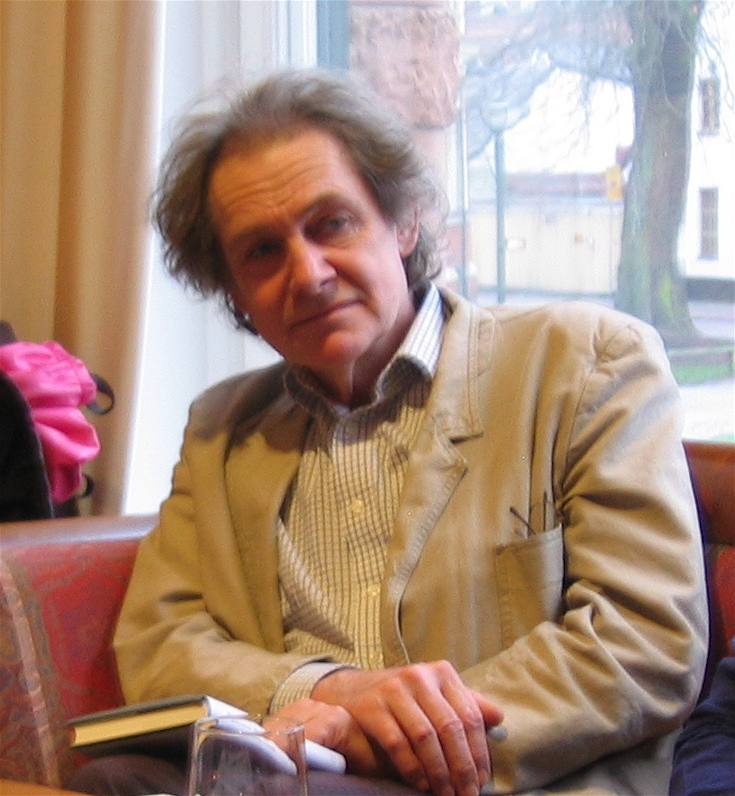
Andrzej Ploski i samband med utgivningen av Hans-Uno Bengtssons essäsamling E6:ans fysiologi och andra essäer, till vilken Ploski gjort illustrationerna (december 2009).

Andrzej Ploski (med polsk ortografi Andrzej Płoski) född 22 augusti 1949 i Kielce, är en polskfödd svensk konstnär. 
Efter examen i konstgymnasium vidareutbildade Ploski sig på konstakademien i Krakow 1969-1974. Året därpå flyttade han till Sverige och slog sig ner i Lund där han 1977 hade sin debututställning. 
Ploskis konstnärliga aktivitet och gärning i det lundensiska kulturrummet har varit omfattande. Han har under årens lopp illustrerat åtskilliga böcker, bland annat av Hans-Uno Bengtsson och Jan Mårtensson. Hans stil omfattar allt från minutiöst detaljerade tuschteckningar, impressionistiska akvareller och större målningar till finurliga installationer. 
Ploski är medlem av Lukasgillet i Lund till vars årliga planschutställning han bidragit med många verk.